# Richard Benedict Goldschmidt
Richard Benedict Goldschmidt (ur. 12 kwietnia 1878 we Frankfurcie nad Menem w Niemczech, zm. 24 kwietnia 1958 w Berkeley w Kalifornii) – amerykański genetyk. Twórca hipotezy „obiecujących potworów” zakładającej pojawianie się mutantów radykalnie odbiegających od organizmów macierzystych, a mających nad nimi przewagę adaptacyjną, np. w nowym środowisku (makromutacje, makroewolucja).